# Hofterup
Hofterup är en tätort i Kävlinge kommun och i Hofterups socken i Skåne. Orten är belägen cirka 5 km norr om Löddeköpinge och cirka 15 km sydost om Landskrona, längs med E6.
Tätorten omfattar orterna Ålstorp i Västra Karaby socken (sedan 1995) och Henkelstorp. I tätorten finns också sommarstugeområdena Furunäs och Furuhill som numera är bebyggda med åretruntvillor.

## Namnet
Hofterup har förmodligen sitt namn av förnamnet Horthe och Torp, som betyder Horthes nybygge. I folkmun kallades det förr i tiden ibland för Hottarp, kanske efter en "kung" vid namn Hottar som enligt sägen ska ha bott i trakten på 600-talet. 
En av de gamla gravhögarna vid Gamlegård heter kung Hottars hög.
På gamla kartor skrivs Hofterup på olika sätt. Här är några nedslag i historieskrivningen av namnet på gamla kartor. Det äldsta från 1123.
- Horto Thorp 1123
- Hortethorp 1134
- Horthathorp 1358
- Hofterup 1358
- Hartorppe 1503
- Hoterup 1569
- Hoffterup 1754
- Hoftarup 1784
- Hottarp 1831
- Hofterup 1881

## Historia
Hofterup var från början en jordbruksort men blev på 1960-talet ett populärt sommarstugeområde.

### Befolkningsutveckling
| Befolkningsutvecklingen i Hofterup 1975–2020       | Befolkningsutvecklingen i Hofterup 1975–2020 | Befolkningsutvecklingen i Hofterup 1975–2020 | Befolkningsutvecklingen i Hofterup 1975–2020 | Befolkningsutvecklingen i Hofterup 1975–2020 |
| -------------------------------------------------- | -------------------------------------------- | -------------------------------------------- | -------------------------------------------- | -------------------------------------------- |
|                                                    |                                              |                                              |                                              |                                              |
| År                                                 |                                              |                                              | Folkmängd                                    | Areal (ha)                                   |
| 1975                                               | 1975                                         |                                              | 1 205                                        |                                              |
| 1980                                               | 1980                                         |                                              | 1 593                                        |                                              |
| 1990                                               | 1990                                         |                                              | 1 935                                        | 148                                          |
| 1995                                               | 1995                                         |                                              | 2 782                                        | 251                                          |
| 2000                                               | 2000                                         |                                              | 2 931                                        | 253                                          |
| 2005                                               | 2005                                         |                                              | 3 243                                        | 265                                          |
| 2010                                               | 2010                                         |                                              | 3 501                                        | 276                                          |
| 2015                                               | 2015                                         |                                              | 3 814                                        | 487                                          |
| 2020                                               | 2020                                         |                                              | 3 986                                        | 463                                          |
| Anm.: Ny tätort 1975, sammanvuxen med Ålstorp 1995 |                                              |                                              |                                              |                                              |

### 1930-talet
På 1930-talet fanns fyra handlare i Hofterup.
- Jöns Handlare som drev Kerstin Svenssons diversehandel, fanns i Betlehem, Hofterup (Betlehem kallades husen som ligger på Hofterups Kyrkoväg strax väster om infarten till Skönadalsvägen och villasamhället).
- Johan Kristiansson drev butik i ”rosa huset” i hörnet Kyrkovägen-Grand Prix-vägen.
- Nils Persson drev butik på Klövervägen.
- Slaktare fanns på hörnet av Lundåkravägen och Byastugsvägen. 1946 blev detta Köpmansgården.

### Köpmansgården - numera Time Hofterup och pizzeria
Huset byggdes omkring 1880 som en liten gård med hus, vagnslider och uthus. Vem som ägde huset är oklart, men den 1 augusti 1888 flyttade snickaren Måns Person, hans hustru Kersti Adolfsdotter och deras sju barn till Hofterup 1 från Barsebäck. Åttonde barnet Hilda föddes i Hofterup 27 oktober 1889.
Den 4 april 1890 lånade Måns och Kersti 700 kronor på Sparbanken i Löddeköpinge, mot en inteckning i deras ägande i Kronoskatterusthållshemman Nr 1 1/64 mantal i Hofterups socken.
1895 kom yngste sonen till hemmansägare Christer Assarsson, Håkan Christersson, hem från Amerika där han hade bott sedan 1889.
Han var troligen den förste handlaren i huset Hofterup 1. Han och hans hustru Matilda hade en son född i Chicago och fick sedan 5 barn till, födda i Hofterup. Enligt kommunalnämndens protokoll från 1903 fick handlare Håkan Christersson tillstånd att sälja maltdrycker i mindre poster om 10 liter. Enligt samma protokoll fick handlaren Nils Persson på Klövervägen avslag på sin ansökan att få sälja maltdrycker, med motiveringen att ”affären ligger så nära stora landsvägen, varför lätt folksamlingar och bråk kunna uppstå”.
Assarsson flyttade därefter till Amerika med sin familj och Carl Cederstrand blev handlare.
1909 tog Jacob Sandberg (handlare och snickare) över butiken tillsammans med hustrun Hanna Larsdotter.
1913 kom Anders Nilsson Lindgren från Limhamn och blev handlare till 1922, då Fredrik Rosendahl (järnvägsman och handlare) tog över.
1923 blev Ekstrand (snickare och handlare) den som skötte butiken tills Carl Bengtsson 1927 övertog den.
1941 tog Åke Olsson och hans hustru Britt över huset. Han var samtidigt de första 10 åren brödutkörare på Ernfrid Perssons bageri i Landskrona. Butiken var då cirka 20 kvadratmeter stor och man hade även mottagning av mjölk och ägg från bönderna i Hofterup, för vidare befordran till mejeri och äggcentral. Under hans tid byggdes butiken ut 1972.
Samtidigt byggdes även en postlokal, där Anns Hårstuga finns idag.
1974 kom Rolf Lindeberg från Malmö till Hofterup. Han byggde ut butiken 1976 till en snabbköpsaffär och startade din-X-macken 1978. 1981 öppnade han den nya butiken vid Skönadalsskolan (den som nu är skolbyggnad). Kvar i Köpmansgården blev då en cykelaffär och diverseaffären ”Klippet”.
1984 försvann cykelaffären och Rolf Lindeberg byggde om till jourbutik som sonen Stefan och hans fru Inger drev fram till 1989. Från 1989 hade Rolf Lindeberg  ”Jouran” (som det kallas i folkmun) till 1999. Efter att Klippet stängts 1993 byggdes lokalen om till Hofterups Pizzeria.
Under 2000-talet har det varit olika innehavare av butiken, under namnen ”Jourhörnan”, ”Din Jour” och ”Hofterups Jour & Spel”. Idag drivs butiken under namnet "Time Hofterup”, men i folkmun kallas butiken fortfarande för "Jouran".

### Skäverkvinnan Pernilla, en botande Hofterupskändis vid förra sekelskiftet
Skäverkvinnan Pernilla var berömd i hela västra Skåne för att kunna bota Engelska sjukan eller Skäver som var ett av namnen på sjukdomen. Hon hade öppet en dag i veckan i sitt lilla hus, som fortfarande finns kvar längst österut på Klövervägen. Ibland kunde det vara flera hundra meter lång kö till hennes mottagning och en många barn blev "smorda mot skäver". Pernilla var väl helt enkelt en kvinna som var mycket kunnig i olika örters positiva inverkan på människokroppen.
Engelska sjukan
Skäver är en gammal beteckning på det som även kallades engelska sjukan och idag heter Rakitis. Sjukdomen drabbade många barn kring förra sekelskiftet. Rakitis är en bristsjukdom som främst drabbar barn och som orsakas av för lite D-vitamin och kan leda till ett mjukt och missformat skelett. D-vitaminbristen uppstod bl a för att det ansågs att barn inte skulle vistas utomhus i solen innan de fyllt två år.

### Stenkammargraven vid Manhögarna

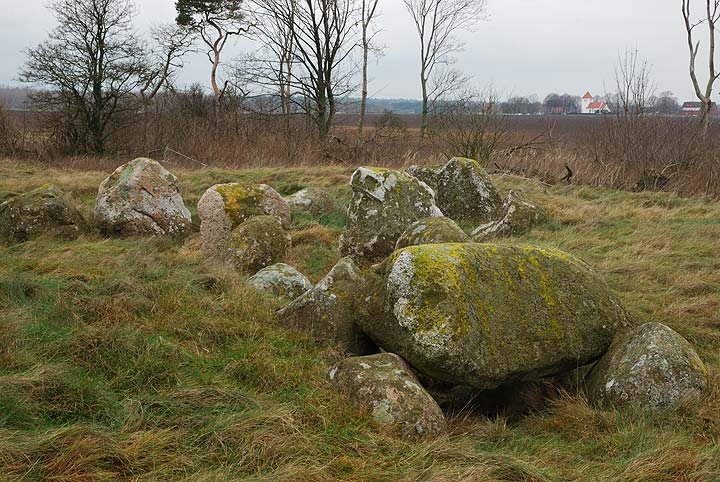
Gånggriften vi Manhögarna som ligger norr om vägen till Storegård.

Kung Hottars ”Manhögar” är numera nästan helt utplånade, men stenarna från en ca 5000 år gammal gångrift/stenkammargrav finns kvar norr om vägen till Storegård. Graven var en gång för länge sedan liknande den vid Gillhög. Det enda i dag som minner om en gånggrift är formen och den sten som ligger ovanpå två andra stenar vid det som var ingång till graven.

## Samhället
I Hofterup finns två förskolor och en låg- och mellanstadieskola, Skönadalsskolan. Skolan byggdes 1980 och har byggts till i två etapper 2000 och 2003. Den senare utbyggnaden gjordes i den byggnad där Posten och ICA tidigare varit verksamma. Strax därefter lades folkbiblioteket, som huserat på Skönadalsskolan, ner. Hofterups kyrka ligger strax söder om tätorten.

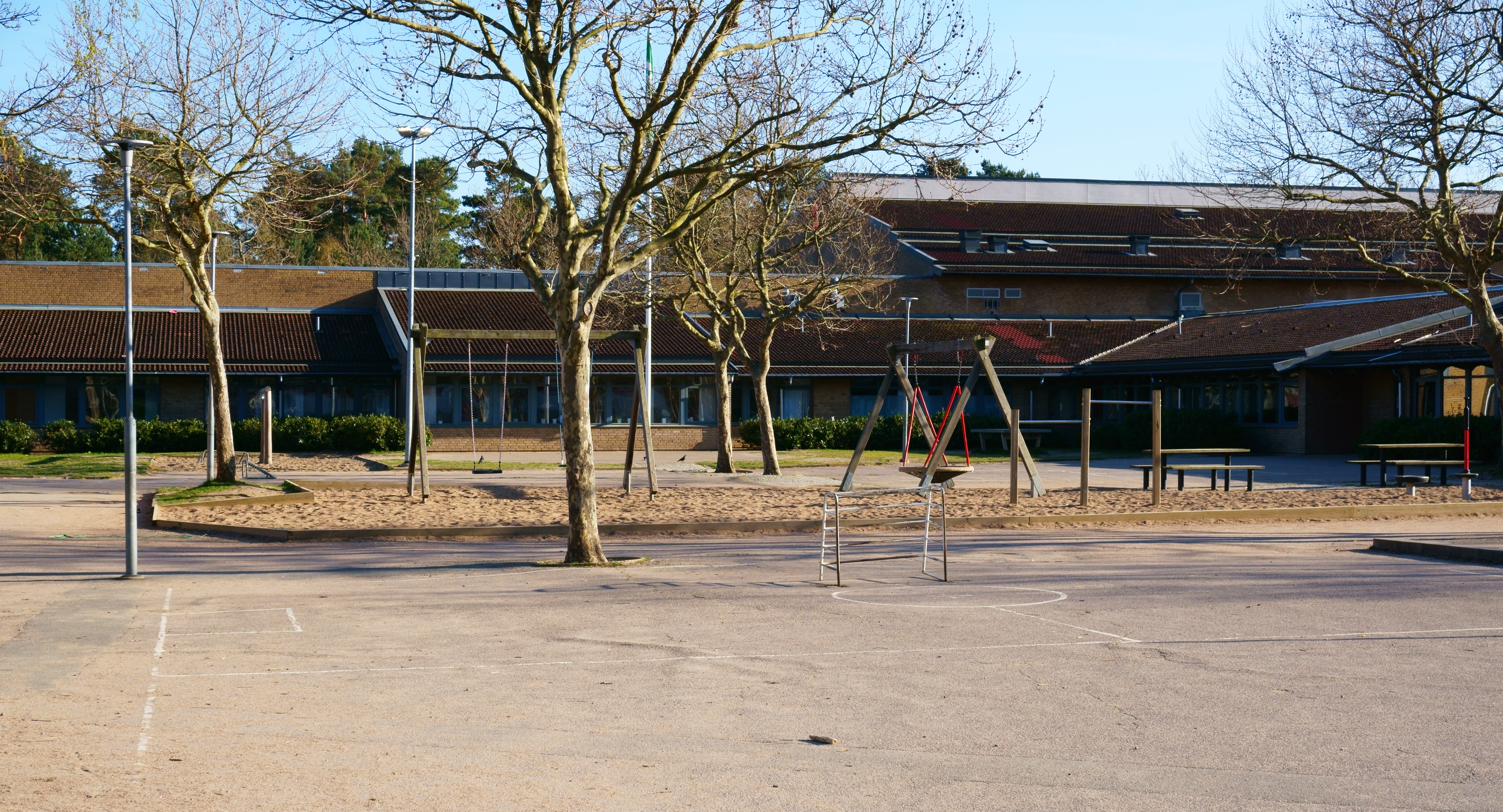
Skönadalsskolan

I Hofterup finns också Hofterupsdösen, en stenkammargrav från yngre stenåldern. Strax utanför samhället finns Järavallens naturreservat, sydvästra Skånes största sammanhängande friluftsområden.

## Idrott
Dagstorpsortens ryttarförening, med ridhus längs med Grand Prix vägen. Svenskt ponnyderby i dressyr och hoppning har arrangerats här sedan 2006, Lag-SM i fälttävlan 2009.
Topgun Paintball / Paintballbanan i anslutning till Järavallen i norra delen av Hofterup/Ålstorp.
Hofterups Innebandyförening, HIBF, bildat 1989 med hemmaplan på Tolvåkershallen i Löddeköpinge.